# Elezione del Primo Presidente della Commissione di Difesa Nazionale in Corea del Nord del 2012
L'elezione della Commissione di Difesa Nazionale della Repubblica Popolare Democratica di Corea del 2012 avvenne il 13 aprile ad opera della XII Assemblea Popolare Suprema. 
Alla morte di Kim Jong-il, la Commissione di Difesa Nazionale era rimasta senza un Presidente. Kim Jong-il fu nominato Presidente eterno, mentre fu istituita la nuova carica di "Primo Presidente della Commissione di Difesa Nazionale", che fu attribuita a Kim Jong-un. Come Vicepresidenti, furono eletti Kim Yong-Chun, Ri Yong-Mu, Jang Song-thaek e O Kuk-ryol. Come membri furono eletti On Pyong Ho, Kim Il Chol, Paek Se Bong, Chang Sung-taek, Ju Sang Song, U Tong Chuk, Ju Kyu Chang e Kim Jong Gak.